# Língua zoogocho
O Zoogocho Zapotec, ou Diža'xon, é uma língua Zapoteca falada em Oaxaca, México.

## Nomes
A língua também é conhecida como Tabehua, Yalina, Zapoteco de San Bartolomé Zoogocho e Zoogocho.

## Dialetos
Os dialeto são Zoogocho, Yalina e Tabehua.

## Falantes
É falado em San Bartolomé Zoogocho, Oaxaca, Santa María Yalina, Tabehua e Oaxaca de Juárez.
A partir de 2013, cerca de 1.500 "Zoogochenses" vivem em Los Angeles, Califórnia. Aulas são realizadas no bairro MacArthur Park para preservar a língua Zoogocho Zapotec.

## Ortografia

### Alfabeto Zapoteca Dillawallal
a, b, ch, chh, d, e, f, g, i, j, k, l, ll, lh, m, n, nh, o, p, r, rh, s, sh, t, u, w, x, xh, y, z. 

### Vogais
| A/a, E/e, I/i, O/o                                                           | A’/a’, E’/e’, I’/i’, O’/o’                              | A’A, a’a, E’E, e’e, I’I, i’i O’O/u’u                   |
| ---------------------------------------------------------------------------- | ------------------------------------------------------- | ------------------------------------------------------ |
| Ba: Tumba De: Cinzas Bi: Não, negação Do: mecate (com u para novas gerações) | La’: Oaxaca Ye’: doença da pele Li’: aguilhão Yo’: casa | Za’a: trigo Ze’e: parede Zi’i: está pesado Yo’o: vamos |
|                                                                              |                                                         |                                                        |

### Consoantes
| B/b bebê: cinza Oferta: percevejo | CH/ch costeletas: duas Bach: sim | CHH/chh Chhak: algo que está sendo feito Nah: então Cho': tosse                                 | d/d Da: vem De: cinza De: longe Dê: existe fracasso                                                 |
| f/f Yej fre: floripondio | g/g Ga: 9 gbab: escada ir: batata doce Nhaga': meu ouvido | J/j Jed: frango Bj: bem Jia: galo Yetj: cana                                                    | K/j Ka': então Beko': cachorro Ki: então Nhake': é Nhaka': Eu sou                                   |
| l/l Lao: arco maguey penca Bel: cobra Bel: peixe Li: verdade, verdade | LL/ll Lli': baixo, sul lla: dia sino: tigre Yill: cicatriz | LH/lh Lhao (rhao): seu nome Lhillo' (rhillo'): sua casa Lhe' (rhe'): você Zilh (zirh): de manhã | M/m (há poucas palavras) mecha: dinheiro Llome (llom): cesta Barragem: coruja                       |
| n/n Na': hoje, agora Ne': tem Bene': pessoa | NH/NH N: aqui Nilo: nixtamal Nha': há Nholhe: mulher Bnha ': lavar Benhi': clareza                                                                                               | P/p (poucas palavras) Padioxh: saudação Toque: 4 Pita': arco-íris                               | R/r (poucas palavras, usado escrever empréstimos Espanhol) Rob: arroba Ros: rosa, arroz Rosas: Rosa |
| RH/rh (Há poucas palavras. Crianças e jovens atualmente o utilizam em vez de LH/lh. Então eles podem escrever com esta letra mesmo que pronunciem com RH) Rhiz: pequeno Rhito: margarida | s/s Sib: alto, referindo-se a casa, parede, árvore. Chhá' (acima) também é usado Sa'o: pedaços de vidro Bes: água (objetos) Bsa ': raspar ou colocar algo em movimento nis: água | SH/sh Shi: 10 Sha': caçarola Shod (shud): urubu Gash: Amarelo Bsha': mudar                      | t/t Toque: 4 Para: 1 morcego: quando Btao: milho aposcahuado                                        |
| s/p Wi: laranja Wag: lenha Wekoell: Músico Weya': Dança Tawa': minha avó Wenlin: trabalhador                                                                                             | x/x Xjollo’: Zoogocho Uau: seu pai xop: 6 x: tomate bxin: aura Bxide': esfregão                                                                                                  | XH/XH Xhiko': Seu cachorro Xhis: barras Bxhidw: beijo Xhiga’: cabaça xop: 6                     | e/e sim: ferro Yag: árvore Beye': gelo Laya': meu dente Yade: Yaté                                  |
| Z/z Za: feijão Beza': puta Nhez: estrada Bzinha': rato | |                                                                                                 | |

## Fonologia

### Consoantes
|             |             | Labial | Alveolar | Palatal | Retroflexa | Velar | Labio- velar | Uvular | Glotal |
| ----------- | ----------- | ------ | -------- | ------- | ---------- | ----- | ------------ | ------ | ------ |
| Plosiva     | surda       | p      | t        |         |            | k     | kʷ           |        | ʔ      |
| Plosiva     | sonora      | b      | d        |         |            | ɡ     |              |        |        |
| Africada    | surda       |        |          | tʃ      |            |       |              |        |        |
| Africada    | sonora      |        |          | dʒ      |            |       |              |        |        |
| Fricativa   | surda       |        | s        | ʃ       | ʂ          |       |              |        |        |
| Fricativa   | sonora      |        | z        | ʒ       | ʐ          |       |              | ʁ      |        |
| Nasal       | sonora      | m      | n        |         |            |       |              |        |        |
| Nasal       | surda       |        | n̥        |         |            |       |              |        |        |
| Rótica      | Rótica      |        | (ɾ)      |         |            |       |              |        |        |
| Lateral     | sonora      |        | l        |         |            |       |              |        |        |
| Lateral     | surda       |        | l̥        |         |            |       |              |        |        |
| Aproximante | Aproximante |        |          | j       |            |       | w            |        |        |

Alguns sons também ocorrem em palavras emprestadas do espanhol: /f/, /ɾ/, /r/, /ɲ/, /x/, /rr/[r], /ñ/[ɳ], e /j/ [x ].

### Vogais
|         | Anterior | Posterior |
| ------- | -------- | --------- |
| Fechada | i        | (u)       |
| Medial  | e        | o         |
| Aberta  | a        | a         |

Há um total de cinco vogais no Zoogocho de San Bartolomé. O som /u/ é usado em palavras emprestadas. Os tipos de fonação incluem: VV, VhV, V'. VV significa vogais duplas que produzem uma voz estridente, vogais que incluem um h entre elas produzem sons de sopro como na palavra yáhà, e vogais como V' são vogais checadas. 

### Tons
Os tons incluem alto, médio, baixo, subindo e descendo. Qualidades tonais mais baixas são vistas mais comumente em tons sussurrados, enquanto vogais marcadas têm uma qualidade de tom mais alta. Embora seja comum que o sopro tenha tons mais baixos e as vogais marcadas geralmente tenham tons mais altos, isso é considerado um fenômeno distinto e o tom não pode ser previsto com base nos tipos de fonação. Exemplo: yáhà'arma'

### Tonicidade
Em Zoogocho Zapotec, a tonicidade é mais comumente encontrado na penúltima sílaba de uma raiz A marca da tonicidade não é encontrada em palavras que são feitas de mais de uma raiz, nesta situação, o acento cairá na segunda raiz. 
Exemplo: Niihe 'nixtamal' ; Yeten 'a tortilha'

### Estrutura da sílaba
(C)CV(V)(C)(C), não há restrições quanto ao tipo de fonação nas vogais neste tipo de configuração de sílaba. 

## Morfologia

### Morfologia Nominal
Nominal significa ser categorizado em um grupo de substantivos e adjetivos, a morfologia ocorre em uma frase nominal.
| x-migw=a'
| POSS-amigo=1SG
| 'minha amiga'}}
| x-kuzh lalo
| POSS-porco lalo
| 'Porco de Lalo'}}
|top= xtaobe'
| x-dao=ser'
| POSS-corn.tassel=3SG.INF
| 'sua borla de milho'}}

#### Posse
A posse é indicada colocando o possuidor ou pronome possessivo após o item possuído (possessão inerente são os itens que estão sendo possuídos) que é marcado pré-nominalmente com o prefixo x-, o nominal possuído é desenvolvido então por um clítico pronominal ou frase nominal. 

#### Clítico Pronominal
Ou frase nominal é pronunciada como um afixo. Os clíticos desempenham um papel sintático no nível da frase.

### Morfologia Verbal
Não há tempo neste idioma. Zoogocho Zapotec conta com 'partículas temporais' za, ba, na, gxe, ou neghe.

#### Aspecto Primário
Eventos que ainda estão ocorrendo, ocorreram ou ocorrerão durante um período de tempo. O aspecto continuativo dos exemplos é dx- 
.
| dx-e-ban-e’ yogo zhaha
| CONT-FREQ-acordar=3F todo dia
| ‘Ela acorda todo dia.’
| bi dx-aog zxoana
| o quê CONT-comer Juan
| ‘O que Juan está comendo?’
O aspecto completivo é geralmente marcado como b-, gw-, gud- ou g-. Este aspecto reflete a conclusão do evento ocorrido.
| b-e-ban=e’
| COMP-FREQ-acordar=3F
| ‘Ela costumava acordar.’
| ga gud-ao=be’ yet
| onde COMP-comer=3SG.INF tortilla
| ‘Onde ele comeu a tortilha?’
O aspecto potencial refere-se a um evento que ainda não aconteceu ou um evento que não foi especificado. Este aspecto é marcado por gu- ou gw-.
| gw-e-ban=e’
| POT-FREQ-acordar=3F
| "Ela vai acordar."
| dx-bez=a’ w-aow bidao yeth
| CONT-hope=1SG POT- comer tortilha criança
| "Espero que o garoto coma a tortilha."
| bate’ y-egh=o’ nis
| quando POT-drink=2S água
| "Quando você vai beber água?"
O aspecto estativo é referido como o prefixo n- ou por nada. Este aspecto tem múltiplos usos, como expressar os estados e condições e significados habituais.
| m-ban=a’
| STAT-vivo=1SG
| 'Eu estou vivo.'
| kuzh la n-dxe=be’ ke?
| porco FOC STAT-carregar=3SG.INF no
| "Ele está carregando um porco, certo?"
| nake gud-itgh=le kate n-ak=le bidao=na’
| how COMP-btincar=2PL quando STAT-be=2PL criança=DET
| "Como vocês costumavam brincar quando eram crianças?"
| Maria n-ak-dx=e’ benhe zxen ka xoan
| Maria HAB-ser mais=3F pessoa maior que Juan
| 'Maria é maior que Juan.'
|              | Conjugação em gw- |
| ------------ | ----------------- |
| Potencial    | gw-               |
| Completivo   | b-                |
| Continuativo | dx-               |
| Estativo     | n-                |

## Sintaxe

### Estrutura da frase
Zoogocho Zapotech usa estrutura de sentença Verbo Sujeito Objeto. É possível usar Objeto Verbo Sujeito e Sujeito Verbo Objeto, mas eles só ocorrem em situações especiais.
| Verbo Sujeito Objeto (VSO)                                            | Objeto Verbo Sujeito (OVS)                                     | Sujeito-verbo-objeto (SVO)                                              |
| --------------------------------------------------------------------- | -------------------------------------------------------------- | ----------------------------------------------------------------------- |
| CONT-comer tortilha de cachorro\|'O cachorro está comendo tortilhas.' | tortilla CONT-comer cão\|'Tortilhas, o cachorro está comendo.' | cão=DET CONT-comer tortilla\|'É o cachorro que está comendo tortillas.' |

#### Frases Nominais
Ordem Adjetivo-Substantivo: A ordenação de adjetivos e substantivos.
Quando solicitados a citar adjetivos isoladamente, falantes nativos invariavelmente colocam da o classificador inanimado na frente do adjetivo.
Da é usado como classificador inanimado, bi é um classificador para pequenas coisas e be é um classificador animado. Esses três classificadores podem ser usados em frases ao concordar com o substantivo principal. A razão por trás do condicionamento para isso permanece indeterminada.

#### Marcadores Plurais
Nem sempre presente em sintagmas nominais plurais, e a pluralidade é recuperada do contexto ou da marcação verbal. Ka é usado para marcar um substantivo plural

#### Demonstrativos
Os demonstrativos seguem seus substantivos e aparecem sozinhos como in ou com um classificador como in.

#### Determinantes
O determinante é um clítico que tem três variantes principais; uma que ocorre após uma consoante não nasal como em is =en', uma que ocorre com palavras terminadas em n ou nh é =na', como em, e, finalmente, a que ocorre após uma vogal é =n ou = na' em variação livre como em . Determinantes ocorrem no final de um sintagma nominal. 